# 여대생 또순이
여대생 또순이는 1973년 공개된 대한민국의 영화이다.

## 배역
- 신성일
- 윤정희
- 윤여정
- 최남현
- 여운계
- 양훈
- 송해
- 권오상
- 조영수
- 김영인
- 박동용
- 임해림
- 추봉